# Stiftstraße
Die Stiftstraße war eine Straße in Magdeburg im heutigen Sachsen-Anhalt. Nach Zerstörungen im Zweiten Weltkrieg wurde die Straße aufgegeben und überbaut.

## Lage und Verlauf
Die Straße befand sich in der Magdeburger Altstadt. Sie führte von der Großen Schulstraße, der heutigen Julius-Bremer-Straße, nach Süden und verlief dabei parallel zum östlich liegenden Breiten Weg. Etwa nach der Hälfte der Strecke mündete von Westen die Georgenstraße ein. Letztlich traf die Stiftstraße an ihrem südlichen Ende auf die Straße Georgenplatz. 
Die Hausnummerierung begann an der Nordwestecke mit der Nummer 1. Nach der Einmündung der Georgenstraße folgten die Nummern 2 und 3. Auf der gegenüberliegenden Ostseite der Straße befanden sich keine zur Stiftstraße gehörenden Hausnummern. Die dortigen Gebäude gehörten zu den Grundstücken Breiter Weg 147 bis 141.
Heute ist der Bereich der Stiftstraße durch das Warenhaus Karstadt überbaut.

## Geschichte
Eine Straße mit ähnlichem Verlauf, allerdings etwas westlich der späteren Stiftstraße, bestand bereits im 17. Jahrhundert. Im Stadtplan Otto von Guerickes aus dem Jahr 1632 ist eine schmale unbenannte Gasse zwischen Großer Schulstraße und Georgenstraße eingezeichnet. Stephan Lentke erwarb in diesem Bereich sämtliche Grundstücke und legte einen Ackerhof auf den Grundstücken Stiftstraße 5 und Große Schulstraße 20 an. Dabei verschwand die kleine Gasse, da Lentke sie verbaute. Die Hausnummern 2 und 3 gehörten zur sogenannten, auf dem Georgenplatz errichteten, Franzoseninsel. Ab 1815 befand sich das Georgenstift am Reuterhof und wurde dann später nach Osten erweitert. Bei dieser Erweiterung wurde dann östlich des Grundstücks als neue Straße die Stiftstraße angelegt. Ihren Namen erhielt die Straße im Jahr 1872 nach dem Georgenstift.
Während des Zweiten Weltkriegs wurde auch der Bereich der Stiftstraße zerstört. In der Zeit der DDR erfolgte ein Wiederaufbau der Innenstadt, der sich in weiten Teilen nicht an die historische Stadtstruktur hielt. Die Stiftstraße wurde dabei aufgegeben und durch den Neubau des Centrum-Warenhauses überbaut.
Am 10. Dezember 1992 beschloss der Stadtrat die Aufstellung eines Bebauungsplans, der auch das Gebiet der ehemaligen Stiftstraße umfasste. Die Planungsziele wurden 1994 im Hinblick auf konkrete Projekte von Investoren angepasst. Letztlich kam es jedoch nicht zur Umsetzung. Auch eine weitere Aktualisierung der Planungsziele und des Geltungsbereiches im Jahr 2008 führte nicht zur Umsetzung von Projekten. Am 14. September 2023 beschloss der Stadtrat die Fortführung des Verfahrens und eine erneute Anpassung der Planungsziele in Bezug auf den 2022 beschlossenen Rahmenplan Innenstadt. Mit Änderungsantrag des Stadtrates Olaf Meister wurde beschlossen, soweit sinnvoll möglich, eine Anlehnung an die im Plangebiet ursprünglich bestehenden Straßenzüge, Baugrenzen und Parzellierungen vorzunehmen, so dass eine Wiederanlegung der Stiftstraße, möglicherweise unmittelbar westlich entlang des Warenhauses, in der Diskussion ist.

## Historische Häuser der Stiftstraße
| Hausnummer   | Name                 | Bemerkungen | Gewerbliche Nutzung vor der Zerstörung | Bild         |
| ------------ | -------------------- | --- | -------------------------------------- | ------------ |
| 1a           | Hospital St. Georgii | Das Gebäude umfasste den westlichen Teil des Grundstücks Stiftstraße 1. Das Vorderhaus nahm die südwestliche Ecke des Grundstücks, das Hinterhaus die Südostecke, zwischen Großer Schulstraße 15 und ehemals Großer Schulstraße 16 ein. Das Hinterhaus war das zweite Gebäude von der Ecke an und hatte ehemals die Adresse Georgenstraße 2. In den Jahren 1631 und 1651 war Dr. Valentin Rupitz als Eigentümer eingetragen, 1679 dann der Amtmann Klemens Peters. Peters baute bis 1683 hier ein Haus samt Nebenhaus und verkaufte die Häuser dann an die Regierung. Sie richtete in der Zeit bis 1691 auf dem Grundstück die Große kurfürstliche Manufaktur, eine Tabackfabrik ein. Sie wurde auch als die gelbe Manufaktur bezeichnet. Das Fabrikgebäude befand sich an der Südseite, auf der Nordseite lagen Hof und Garten. Zur Fabrik gehörte ein Presshaus, das sich an der Adresse Georgenplatz 5 befand. Die Fabrik wurde an die Kaufleute Peter und Georg Sandrart verpachtet, die noch im Jahr 1722 erwähnt wurden. |                                        | Georgenstift |
| 1b           |                      | Ursprünglich hatte das Grundstück die Adresse Georgenstraße 1 und nahm die Mitte der Südseite des späteren Grundstücks Stiftstraße 1 ein. Im Jahr 1631 gehörte das Haus Mathias Stellmacher. Er veräußerte die Stätte 1645 für 40 Taler an Stephan Lentke, der sie zu seinem Ackerhof Große Schulstraße 20 nahm. |                                        |              |
| 1c           |                      | Das Brauhaus hatte früher die Adresse Georgenstraße 35. Es nahm die südöstliche Ecke des späteren Grundstücks Stiftstraße 1 ein. Älteste bekannter Eigentümer war Hans Drevenstedt. 1631 gehörte es Joachim Drevenstedt, 1646 dann seinen Erben. 1650 veräußerten die Erben die Stätte für 70 Taler an Hellwig, der in der Zeit bis 1653 an Stephan Lentke verkaufte. Lentke legte das Grundstück dann mit zu seinem Ackerhof. |                                        |              |
| 2            |                      | Der Sprachmeister Franz Bertaud erhielt das Grundstück von der Regierung geschenkt. Er war 1704 und 1710 als Eigentümer eingetragen. Später erwarb es der Schlosser Franz Anguevielle. Noch bis 1755 gehörte das Gebäude zur Französischen Kolonie. |                                        |              |
| 3            |                      | 1703 und 1712 gehörte das Haus dem Wollenweber Simon Nicolas. Noch bis zum Jahr 1800 gehörte es zur Pfälzer Kolonie. |                                        |              |
| 4 (fingiert) |                      | Das Gebäude wurde nur 1638 als des Frohnen Haus erwähnt. Es gehörte zum Georgenplatz hinter dem Grundstück Breiter Weg 147, später wurde es eingebaut. |                                        |              |
| 5 (fingiert) |                      | 1631 bestanden auf dem Grundstück drei Häuser. Die Nummern 1 und 2 gehörten in der Zeit vor 1631 dem Buchführer Ambrosius Kirchner senior. Das Haus Nummer 2 trug den Namen Zum Turm. Kirchners Söhne Emmeran, Ambrosius und Wolfgang veräußerten die Stätte 1638 für 100 Taler an Stephan Lentke. Nummer 3 hingegen gehörte vor 1631 Ambrosius Kirchner junior. Auch er verkaufte an Lentke, allerdings erst 1646 für 75 Taler. In der Zeit bis 1650 richtete Lentke hier seinen Meierhof ein. Zumindest bis 1733 gehörte das Grundstück zum Breiten Weg 146, dem Haus Zum 10. Mai. Das Gelände wurde als Haus und Garten genutzt. |                                        |              |